# Olivier Barthélémy
 Olivier Barthélémy est un acteur français, né le 29 octobre 1979 à Munich.

## Filmographie

### Cinéma

#### Longs métrages
- 2006 : Sheitan de Kim Chapiron : Bart
- 2006 : Pom le poulain d'Olivier Ringer : le secouriste
- 2007 : Truands de Frédéric Schoendoerffer : le chauffeur
- 2008 : L'Ennemi public no 1, volet no 2 de la Saga Jacques Mesrine de Jean-François Richet : Carman Rives - le codétenu de l'évasion
- 2010 : Notre jour viendra de Romain Gavras : Rémy
- 2011 : Largo Winch 2 de Jérôme Salle : Simon Ovronnaz
- 2011 : Mike de Lars Blumers : Fred
- 2012 : Aux yeux de tous de Cédric Jimenez : Sam
- 2012 : Ce que le jour doit à la nuit d'Alexandre Arcady : Jean-Christophe
- 2014 : 24 jours d'Alexandre Arcady : Jérôme Ribeiro
- 2014 : Discount de Louis-Julien Petit : Gilles
- 2015 : Vicky de Denis Imbert : journaliste de plateau Tim
- 2017 : C'est tout pour moi de Nawell Madani : Rayan
- 2018 : Chacun pour tous de Vianney Lebasque : Pippo
- 2021 : Mastemah de Didier D. Daarwin : Théo Liblis
- 2021 : Les Méchants de Mouloud Achour et Dominique Baumard : acteur du nouveau film de Guillaume Kekchoz
- 2022 : Overdose d'Olivier Marchal : Victor Piquemal
- 2023 : Vaincre ou mourir de Paul Mignot et Vincent Mottez : Pfeiffer
- 2023 : La Plus belle pour aller danser de Victoria Bedos : M. Bonnot
- 2024 : L'Affaire Vinča Curie de Dragan Bjelogrlić : Derval
- 2024 : T'as pas changé de Jérôme Commandeur

#### Courts métrages
- 1996 : Psykonegros de Kim Chapiron
- 1998 : Paris by Night de Kim Chapiron
- 1998 : Prêt à tout pour rien du tout de Kim Chapiron
- 2002 : Easy Pizza Riderz de Romain Gavras
- 2002 : (Les Frères Wanted 2) La Barbichette de Kim Chapiron : Barth
- 2003 : Les Frères Wanted 3 : Le Chat de la Grand-mère d'Abdelkrim de Kim Chapiron : Barth
- 2003 : Désirs dans L'espace de Kim Chapiron et Romain Gavras
- 2004 : La Banana de Romain Gavras
- 2008 : Go Fast Connexion de Ladj Ly
- 2010 : Le Mal dans le sang de Matthieu Serveau : Pascal
- 2012 : L'Intruse de Maxime Giffard[1] : Christian
- 2015 : J'ai dix ans de FGKO (Fabrice Garçon et Kévin Ossona) : Fabrice
- 2018 : Crocs de Sébastien Vaniček : Ian
- 2020 : Enfants de cœur de Walid Ben Mabrouk et Gaëtan Moumani
- 2020 : La Vie est une grande arnaque de Rodolphe Pauly
- 2021 : Alban de Florent Parisi
- 2024 : Ronces de Jean-Philippe Bouix : Jacob
- 2024 : Les Oliviers de Florent Parisi : Nicolas

### Télévision

#### Séries télévisées
- 2007 : Paris, enquêtes criminelles : Piotr
- 2007 : La Commune : Denis Moreau
- 2017 : J'ai deux amours : Jérémie
- 2018 : La Dernière Vague : Pierre Mattéoli
- 2021 : Sophie Cross : Joseph Montoya
- 2023 : Pax Massilia : Arno Cabella
- 2023 : Alphonse : Bruno

#### Téléfilms
- 2006 : Vive la bombe ! de Jean-Pierre Sinapi : Fred
- 2012 : Bankable de Mona Achache : Nicolas Ricci
- 2019 : 100 % Bio de Fabien Onteniente : Peio

### Clips
- 2007 : Signatune de DJ Mehdi, réalisé par Romain Gavras
- 2011 : Disque de lumière de Rockin' Squat, réalisé par Mohamed Mazouz et Mathias Cassel
- 2014 : Goodnight London de Money, réalisé par Jem Goulding
- 2014 : I Own You de R-ASH, réalisé par Etienne Etienne et SJD
- 2015 : Paris Groove de Boston Bun, réalisé par Ollie Wolf
- 2016 : Qu'est-ce qu'on est bien de Les Fils du Calvaire, réalisé par Jonathan Illel et Nicos Argillet
- 2017 : Walk Into Your Soul de Pogo x Pogo, réalisé par Myo Sys
- 2018 : Dream To Be Free de IC feat. Tyve, réalisé par Sarah BoukaÏba et Aurélien Kouby
- 2019 : Pièces détachées de Gringe, réalisé par Lionel Hirlé